# Döme Sztójay

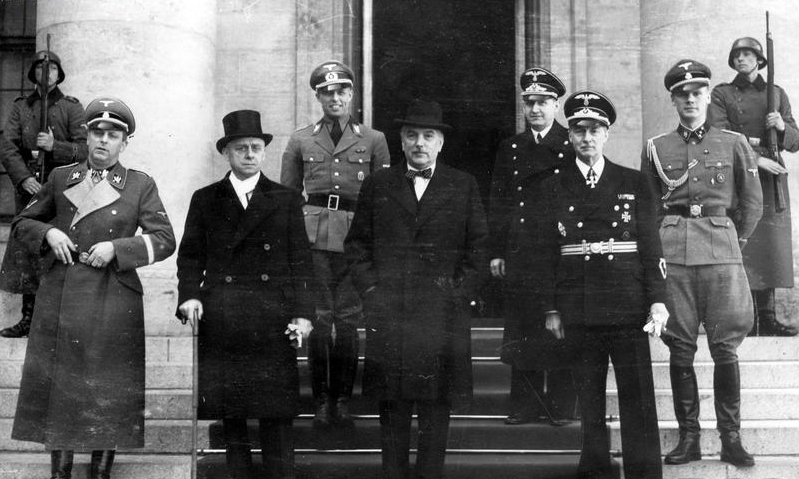
Döme Sztózay (segon per l'esquerra amb barret de copa) el 1940 a Berlín

Döme Sztójay (Vršac, Voivodina, actualment Sèrbia, 5 de gener de 1883 – Budapest, Hongria, 22 d'agost de 1946) és el nom magiaritzat de Demeter Sztojakovich, militar, diplomàtic i polític hongarès.
Des de molt jove serví a l'exèrcit austrohongarès, del qual assolí el grau de coronel per mèrits durant la I Guerra Mundial. Especialitzat en contraespionatge, un cop acabada la guerra s'uní a les tropes hongareses que van aconseguir enderrocar el règim social-comunista de Béla Kun. El 1925 el regent d'Hongria Miklós Horthy l'ascendí a general i el nomenà agregat militar de l'ambaixada a Berlín. Després d'un parèntesi durant el qual fou ministre de defensa (1933-1935), tornà a la capital alemanya en qualitat d'ambaixador i hi restà fins al 1944. Sztójay es convertí en un nazi fervorós i en el principal instrument de la política hongaresa dels alemanys.
Al final de la II Guerra Mundial, quan les tropes alemanyes envaïren Hongria i en foragitaren el primer ministre Miklós Kállay, Sztójay fou promogut (23 de març de 1944) a aquest càrrec -i alhora al de ministre d'afers estrangers- pel regent Horthy, el qual l'acceptà ingènuament com a mal menor perquè confiava que faria prevaldre el seu patriotisme davant les pressions alemanys.
Tanmateix el govern de Sztójay no només fou absolutament titella, sinó un esforçat executor dels dictats nazis. Obertament desafià l'autoritat del regent. Formà govern amb membres del Partit de la Creu Fletxada (al qual llevà la prohibició), dissolgué els sindicats, empresonà els opositors, reforçà la presència hongaresa al front de l'Est i endegà personalment la rapidíssima campanya de deportació i d'extermini dels jueus amb la col·laboració del SS-Obersturmbannführer Adolf Eichmann. Tanmateix Horthy aconseguí destituir-lo de primer ministre (agost de 1944).
Quan l'exèrcit soviètic avançava per Hongria, Sztójay fugí a Alemanya (abril de 1945) i allí fou capturat per les tropes americanes. Aquestes l'extradiren a Hongria per a ser jutjat per un tribunal popular. Condemnat a mort per crims de guerra i contra el poble hongarès (agost de 1946), fou immediatament afusellat.